# Tolerancija
 Ovo je glavno značenje pojma Tolerancija. Za druga značenja pogledajte Tolerancija (razdvojba).
Tolerancija ili snošljivost (lat. tolerare, što znači podnositi) označava uvažavanje tuđih ideja, stavova i načina života. Antonim tolerancije su nesnošljivost, netrpeljivost ili netolerancija.

## Filozofskoobjašnjenje
Tolerancija je stav koji se događa u trenutku u kojem treba otrpjeti "štetu" što ju pojedincu ili grupi nanose drugi pojedinci/grupe svojim djelovanjem ili iskazivanjem mišljenja i time se suživotom odustaje od mogućnosti nasilnog sprječavanja "štetočiniteljskog" mišljenja ili djelovanja.
Tako npr. zemljoradnici toleriraju pastire koji pregone stoku preko njihovih poljoprivrednih površina; stanovnici grada ili sela nomade koji podižu nastan u njihovoj blizini; stanovnici područja koje nije zahvaćeno ratom toleriraju izbjeglice. 
Tolerantan može biti samo onaj koji ima moć poništiti "štetočiniteljsko" djelovanje, onaj koji ima slobodu da djeluje i odluči primijeniti silu u svrhu realizacije vlastite volje. Tolerantan je dakle onaj tko je u većini, dok je "štetočinitelj" onaj koji je u manjini i svojim djelovanjem može načiniti "štetu" većini. Vrijednost što je "šteta" ili "štetočinitelj" određuje se u ovom slučaju s pozicije većine.

## Političko/politološkoznačenje
Tolerancija je odustajanje od primjene sredstava državne, političke, građanske ili pojedinačne prinude protiv iskazanog mišljenja ili djelovanja pojedinca ili grupe. U ovom objašnjenju također vrijedi da to "odustajanje od primjene sredstava prinude" može imati samo država ili ona grupa ili pojedinac koji je u poziciji političke moći, odnosno moći kakvu u principu većina ima nad manjinom. Manjina stoga ne bi mogla biti tolerantna prema većini - osim ako neka grupa koja predstavlja brojčanu manjinu u nekom društvu ne preuzme poziciju moći i vlasti. 

## UNESCO-ova definicija tolerancije
UNESCO je 1995. godine dao definiciju tolerancije, koja nastoji unaprijediti tradicionalno sagledavanje da je riječ o pukoj trpeljivosti, gdje većina trpi manjinu, i moćni one manje moćne. Ta definicija glasi u cijelosti ovako:
"Tolerancija je poštovanje, prihvaćanje i uvažavanje bogatstva različitosti u našim svjetskim kulturama, naša forma izražavanja i način da budemo ljudi. Ona je zasnovana na znanju, otvorenosti, komunikaciji i slobodi mišljenja, savjesti i uvjerenju. Tolerancija je harmonija u različitostima. To nije samo moralna dužnost, to je također politički i zakonit zahtjev. Tolerancija, vrlina koja mir može učiniti mogućim, doprinosi mijenjanju kulture rata u kulturu mira.
Tolerancija nije koncesija, dobrodušnost ili popustljivost. Tolerancija je, iznad svega aktivan stav potaknut priznanjem univerzalnih ljudskih prava i fundamentalna sloboda drugih. Nikako se ne može koristiti kao opravdanje za kršenje fundamentalnih vrijednosti. Tolerancija treba biti primjenjiva od strane pojedinaca, grupa i država.
Tolerancija ja odgovornost koja nosi ljudska prava, pluralizam (uključujući kulturni pluralizam), demokraciju i vladavinu zakona. Ona uključuje odbacivanje dogmatizma i apsolutizma i potvrđuje standarde postavljene u instrumentima internacionalnih ljudskih prava
Dosljedno poštovanje ljudskih prava, biti tolerantan, ne znači toleriranje socijalnih nepravdi ili odbacivanje ili slabljenje tuđih uvjerenja. To znači biti slobodan, čvrsto se držati svojih uvjerenja i prihvaćati da se i drugi drže svojih. To znači prihvaćanje činjenice da ljudska bića, prirodno različita u svojim nastupima, situacijama, govoru, ponašanju i vrijednostima imaju pravo živjeti u miru i da budu kakvi jesu. Također znači da se nečija viđenja ne nameću drugima."

## Vanjske poveznice
- Deklaracija načela tolerancije, UNESCO 1995